# 興和創薬
興和創薬株式会社（こうわそうやく）は、かつて存在した興和グループの医療用医薬品販売会社である。
- 初代：1947年（昭和22年）設立、その後日研化学株式会社として株式上場していたが興和の傘下になり、2019年（令和元年）4月1日に親会社の興和に吸収合併され解散。
- 2代：2019年（平成31年）1月11日設立、同年4月1日より当社の一部事業を承継したが、2020年（令和2年）4月1日に親会社の興和に吸収合併され解散

## 概要
興和創薬の前身は医療用医薬品製造、販売メーカーの日研化学である。かつては明治製菓（医薬品部門。現・Meiji Seika ファルマ）、三菱化学と業務提携関係にあった。しかし、2003年に売上の15%を占めていた三菱ウェルファーマ（現・田辺三菱製薬）が製造、発売する気管支拡張薬「テオドール」の販売受託契約が2006年度で終了されることが決定したことで、業績に影響が及ぶことが必至であった。一方で医療用医薬品事業の販売体制拡大（MR増強）を目論んでいた興和がパートナーに名乗りを上げ、2006年に興和の連結子会社となり、同年10月に現社名へ変更した。また、2015年4月1日には同じ興和グループの興和ジェネリック株式会社を合併し、権利義務全部を承継した。
会社名が類似している興和新薬は、興和が製造した大衆薬（一般用医薬品）の販売元として事業を行っていた。
2019年4月1日、興和新薬と共に興和に吸収合併されて解散した。また、長期収載品およびオーソライズド・ジェネリック（AG）の販売は2019年1月11日に設立された興和創薬株式会社（2代）が承継した。

## 沿革
- 1947年（昭和22年）7月11日 - 株式会社日本生物科学研究所として設立。
- 1956年（昭和31年） - 日研化学株式会社に商号を変更。
- 1962年（昭和37年） - 東京証券取引所市場第二部に株式を上場。
- 1983年（昭和58年） - 東京証券取引所市場第一部に指定替え。
- 2003年（平成15年） - 興和と資本・業務提携を締結。
- 2006年（平成18年）
  - 7月26日 - 上場廃止。
  - 8月1日 - 興和の完全子会社となる（現・連結子会社）。
  - 10月1日 - 興和創薬株式会社（初代）に商号を変更。
- 2007年（平成19年）7月1日 - 興和創薬の医薬品の製造販売業に係わる事業、製造業及び研究開発事業を、興和に承継。
- 2015年（平成27年）4月1日 - 興和ジェネリック株式会社を合併。
- 2019年（平成31年）
  - 1月11日 - 興和創薬株式会社（2代）を設立。
  - 4月1日 - 興和創薬（初代）が興和に吸収合併され解散。長期収載品およびオーソライズド・ジェネリックの販売事業を興和創薬（2代）に承継。
- 2020年（令和2年）4月1日 - 興和創薬（2代）が興和に吸収合併され解散[7]。

## 事業所
初代法人
- 本社（東京都中央区）
- 支店（札幌、仙台、関東、東京第一、東京第二、横浜、名古屋、京都、大阪、広島、高松、福岡）

## 関連会社
- 興和株式会社
- 興和紡株式会社
- 興和新薬株式会社